# Vienna (bière)
Pour les articles homonymes, voir Vienna.
La vienna est un type de bière de fermentation basse brassée en Autriche à l'aide de malt torréfié de type vienna. Sa couleur est ambrée mais très limpide, sa mousse fine et compacte et sa teneur en alcool modérée. Elle s'apparente au bière de type märzen ou oktoberfestbier.